# Schmidtiana gertrudis
Schmidtiana gertrudis är en skalbaggsart som beskrevs av Hüdepohl 1983. Schmidtiana gertrudis ingår i släktet Schmidtiana och familjen långhorningar.
Artens utbredningsområde är Filippinerna. Inga underarter finns listade i Catalogue of Life.